# Apriona germari
Apriona germari es una especie de escarabajo longicornio del género Apriona, subfamilia Lamiinae. Fue descrita científicamente por Hope en 1831.
Se distribuye por China, India, República de Corea, Laos, Mongolia, Vietnam, Siberia, Birmania y Nepal. Mide 26-58 milímetros de longitud. El período de vuelo de esta especie ocurre en los meses de abril, mayo, junio, julio, agosto, septiembre, octubre, noviembre y diciembre.
Parte de la dieta de Apriona germari se compone de plantas de las familias Euphorbiaceae, Juglandaceae, Scrophulariaceae, entre otras.